# Ральфс Ейландс
Ральфс Ейландс (латис. Ralfs Eilands; *24 листопада 1993, Рига) — латвійський співак і телеведучий. Один із солістів групи PeR, яка представляла Латвію на конкурсі пісні «Євробачення 2013».

## Біографія
Навчався в Ризькій 3-й середній школі. У дитинстві він брав участь в конкурсі «Cālis» («Курча»), але не пройшов у фінал. 
У 2004 брав участь в національному відборі дитячого конкурсу пісні Євробачення з піснею «Mērkaķis», де посів третє місце. 
У 2005 займає друге місце в конкурсі «Пісня мого покоління». 
У 2007 став одним із засновників групи PeR, яка стала більш відомою після участі в конкурсі «Золото талантів Латвії» в листопаді 2008. Ейландс був телеведучим деяких передач: «Квітневі краплі», «Поїхали», «Juniors TV»,— а також брав участь у передачі «Sems». Кілька разів зі своєю групою штурмував відбіркові тури Євробачення в Латвії. А в 2013 PeR перемогла в національному відборі з піснею «Here We Go», проте група PeR не пройшла у фінал Євробачення 2013.
Входив до складу журі Латвії Євробачення 2015. 
У 2019 році під час публічного голосування Ейланд був названий Людиною року в Латвії.